# هيرناندو دي ألاركون
هيرناندو دي ألاركون (بالإسبانية: Fernando de Alarcón)‏ هو مستكشف إسباني، ولد في 1500 في ترجالة في إسبانيا، وتوفي في 1542.